# Gréasque
Gréasque – miejscowość i gmina we Francji, w regionie Prowansja-Alpy-Lazurowe Wybrzeże, w departamencie Delta Rodanu.
Według danych na rok 1990 gminę zamieszkiwało 3081 osób, a gęstość zaludnienia wynosiła 501 osób/km² (wśród 963 gmin regionu Prowansja-Alpy-W. Lazurowe Gréasque plasuje się na 197. miejscu pod względem liczby ludności, natomiast pod względem powierzchni na miejscu 783.).